# Йокубонис, Гедиминас
Гедими́нас Йокубо́нис (Гедиминас Альбино Йокубонис, лит. Gediminas Jokūbonis) (1927—2006) — литовский, советский скульптор, педагог. Народный художник СССР (1987). Лауреат Ленинской премии (1963).

## Биография
Родился 8 марта 1927 года в Купишкисе, Литва
С 1946 по 1951 год изучал скульптуру в Каунасском институте прикладного и декоративного искусства у В. Ф. Палиса, Ю. Й. Микенаса. В 1952 года окончил Государственный художественный институт Литовской ССР (ныне Вильнюсская художественная академия) у Ю. Й. Микенаса. С 1965 года преподавал в этом же институте; профессор (1974).
Действительный член АХ СССР (1983).
Скончался 8 октября 2006 года в Вильнюсе (Литва). Похоронен на Антакальнисском кладбище.

## Награды и звания
- Народный художник Литовской ССР (1977)
- Народный художник СССР (1987)
- Ленинская премия (1963) — за памятник жертвам фашизма в деревне Пирчюпис Литовской ССР.
- Государственная премия Литовской ССР (1960)
- Командорский крест ордена Великого князя Литовского Гядиминаса (1997)
- Кавалер ордена Заслуг перед Республикой Польша (1999, Польша)[1]
- Серебряная медаль АХ СССР (1961).

## Творчество
Для творчества скульптора характерно стремление к обобщённым лаконичным формам, выразительному силуэту, компактной композиции. К наиболее известным его произведениям относится скульптура «Мать» мемориального ансамбля в Пирчюпяй (1960; Государственная премия Литовской ССР, 1960; Ленинская премия, 1963).
Автор скульптурных памятников В. И. Ленину в Москве (1967), Клайпеде (1976), Панявежисе (1983), известному оперному певцу Кипрасу Пятраускасу в Вильнюсе у Театра оперы и балета (1974), литовскому поэту Майронису в Каунасе (1977), польскому поэту Адаму Мицкевичу в Вильнюсе (1984; архитектор В. Чеканаускас), скульптурной композиции в географическом центре Европы (в Вильнюсском районе, в 26 км от Вильнюса по направлению к Молетай, рядом с деревней Пурушкяй и Бярнотским городищем — колонна из белого гранита, верх которой опоясывает звёздная корона; 2004), а также скульптурных портретов, надгробных памятников, медалей.
К юбилею 400-летия Вильнюсского университета (1979) создал горельеф литовского историка Симонаса Даукантаса в Музее науки университета, ныне в костёле Святых Иоаннов. К 450-летию выхода «Катехизиса» Мартинаса Мажвидаса скульптор создал бронзовую статую литовского первопечатника, открытую 9 января 1997 года в фойе второго этажа Литовской национальной библиотеки имени Мартинаса Мажвидаса.
Памятные медали: в честь 250-летия со дня рождения поэта К. Донелайтиса (1964), «400 лет библиотеке Вильнюсского университета» (1970), «100 лет со дня рождения М. Чюрлёниса» (1975).